# Larry Wilmore
Elister Larry Wilmore, né le 30 octobre 1961 à Los Angeles, est un acteur, scénariste, producteur et présentateur de télévision américain.
Il est notamment le présentateur de l'émission The Nightly Show with Larry Wilmore (en) sur Comedy Central.
Il reçoit le Primetime Emmy Award du meilleur scénario pour une série télévisée comique en 2002 pour The Bernie Mac Show.